# Cran d'arrêt (film, 1971)
Pour les articles homonymes, voir Cran d'arrêt.
Pour plus de détails, voir Fiche technique et Distribution.
Cran d'arrêt ou Un papillon aux ailes ensanglantées (Una farfalla con le ali insanguinate) est un giallo italien réalisé par Duccio Tessari et sorti en 1971.

## Synopsis
Un journaliste de télévision Alessandro Marchi accusé d'avoir tué à coups de couteau une jeune fille, Françoise Pigaut, dans un parc de Bergame, est condamné à perpétuité. 
Son avocat, Giulio Cordaro, qui est aussi son ami, se réjouit d'avoir perdu le procès, car il est l'amant de Maria, la femme d'Alessandro.
Après le procès, Sarah, la fille d'Alessandro, rencontre par hasard Giorgio, un jeune contestataire qui, lors du procès a tenté d'innocenter Alessandro. Une relation sentimentale naît entre Sarah et Giorgio, dont le comportement paraît étrange.
Deux nouveaux crimes semblables à l'assassinat de Françoise Pigaut et le témoignage de la maîtresse de Marchi, Marta Clerici, qui avait étrangement disparu durant son premier procès, conduisent la Cour d'appel à réviser le jugement et à innocenter le journaliste, le considérant victime d'une erreur judiciaire.

## Fiche technique
Sauf indication contraire, les informations mentionnées dans cette section peuvent être confirmées par la base de données cinématographiques IMDb,  présente dans la section « Liens externes ».
- Titre original : Una farfalla con le ali insanguinate
- Titre français : Cran d'arrêt ou Un papillon aux ailes ensanglantées[1]
- Réalisation : Duccio Tessari
- Scénario : Gianfranco Clerici et Duccio Tessari, d'après un roman d'Edgar Wallace (non crédité)
- Costumes : Paola Comencini
- Photographie : Carlo Carlini
- Musique : Gianni Ferrio
- Pays d'origine :  Italie
- Langue : italien
- Format : Couleurs  - 35 mm - 2,35:1 - Son mono
- Genre : Giallo
- Durée : 95 minutes
- Dates de sortie : 
  - Italie : 10 septembre 1971
  - France : 1971[1]

## Distribution
- Helmut Berger : Giorgio
- Giancarlo Sbragia : Alessandro Marchi
- Evelyn Stewart : Maria Marchi
- Wendy D'Olive : Sarah Marchi
- Günther Stoll : Giulio Cordaro
- Silvano Tranquilli : l'inspecteur Berardi
- Carole André : Françoise Pigaut
- Lorella De Luca : Marta Clerici
- Dana Ghia : la mère de Giorgio

## Production
Le tournage s'est déroulé à Bergame et Milan.